# Nicosia
För andra betydelser, se Nicosia (olika betydelser).

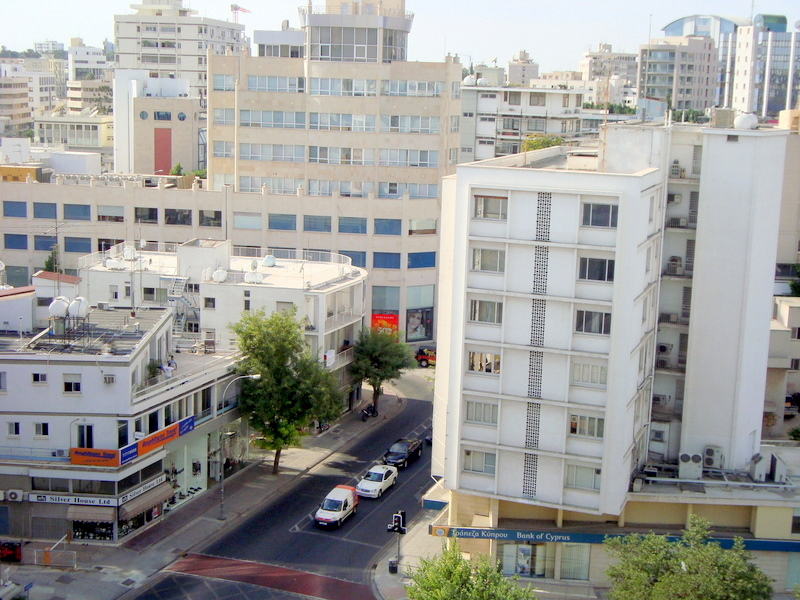

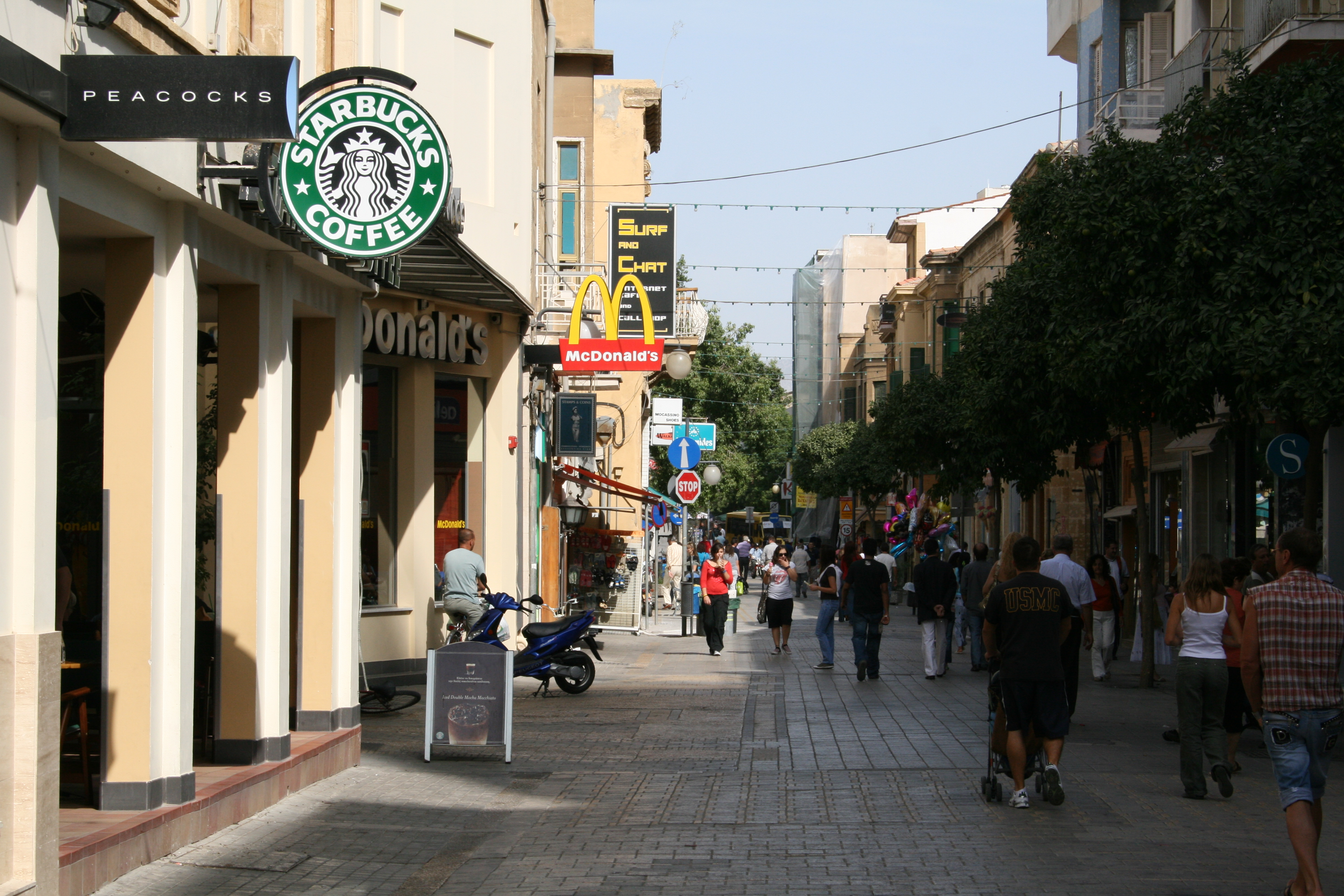
Gata i Nicosia

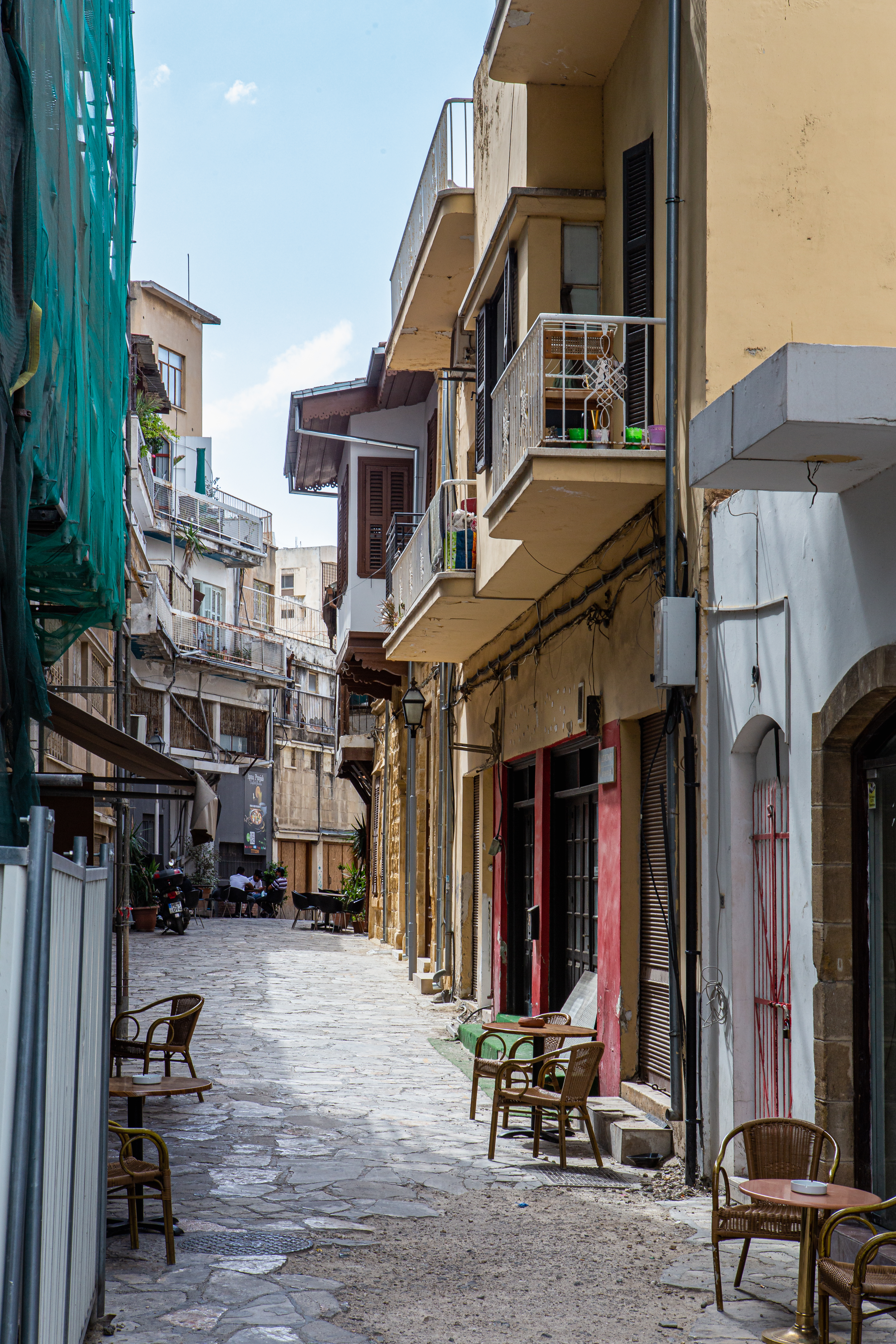
Gata i Gamla stan

Nicosia (även känd som Lefkosia; på grekiska Λευκωσία, på turkiska Lefkoşa) är Cyperns huvudstad. Staden ligger vid floden Pedieos. Sedan den turkiska invasionen 1974 är staden delad i en nordlig och en sydlig del, med en folkmängd i den södra delen på 200 700 invånare (2004) och 84 893 invånare i den nordliga, turkiskkontrollerade delen. Nicosia är Cyperns ekonomiska, politiska och kulturella centrum.

## Historia
Staden började byggas av egyptierna på 300-talet. Under antiken kallades staden Ledrae. Det grekiska namnet "Lefkosia" kommer förmodligen från Ptolemaios I son, som grundade staden. På 1000-talet blev staden Cyperns huvudstad. Under namnet Ledrea införlivades Nicosia med Republiken Venedig 1489. Namnet Nicosia började användas på 1100-talet. När osmanerna erövrade staden 1570 skadades 20 000 personer. Runt 1960, när Cypern blev självständigt från Brittiska imperiet, följde en våldsam period och 1974 invaderade Turkiet ön. Sedan dess finns en FN-zon i staden. Det finns en mur runt en del av staden.

## Geografi

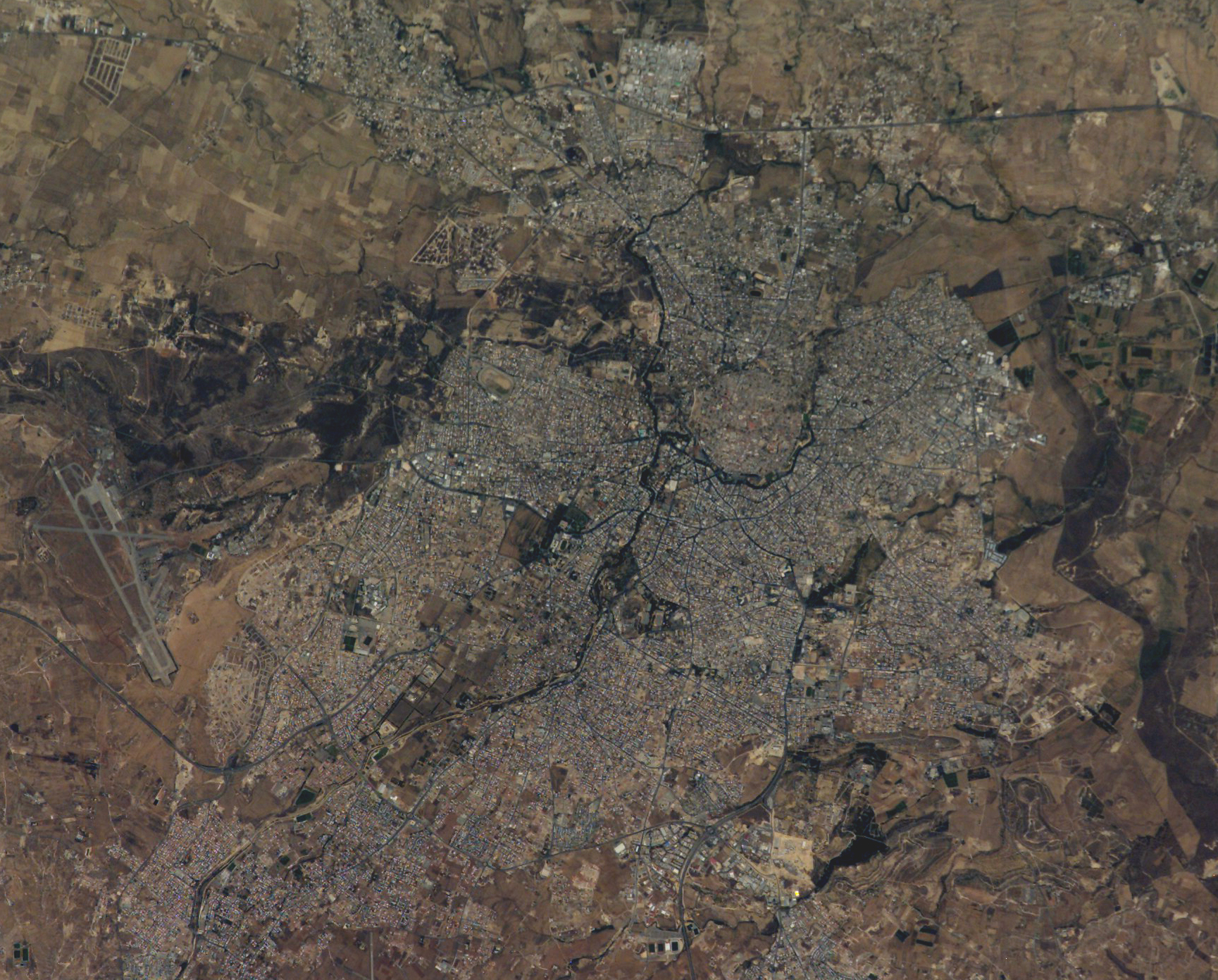
Flygfoto över Nicosia.

Staden ligger mitt på ön och är delad i en grek-cypriotisk del och en turk-cypriotisk del.
Gränsen kallas den gröna linjen, efter den linje som drogs på kartan då FN:s fredsbevarande styrkor (UNFICYP, United Nations Forces in Cyprus), tillkallades för att hindra inbördeskrig mellan de rivaliserande grupperingarna.
Det finns mycket odlad jord runt Nicosia.

## Klimat
Uppmätta normala temperaturer och -nederbörd i Nicosia:
|                                            | Jan  | Feb  | Mar  | Apr  | Maj  | Jun  | Jul  | Aug  | Sep  | Okt  | Nov  | Dec  |
| ------------------------------------------ | ---- | ---- | ---- | ---- | ---- | ---- | ---- | ---- | ---- | ---- | ---- | ---- |
| Normaldygnets maximitemperaturs medelvärde | 15,7 | 16,3 | 20,1 | 24,3 | 29,6 | 34,3 | 37,5 | 37,5 | 33,6 | 28,8 | 22,6 | 17,8 |
| Normaldygnets minimitemperaturs medelvärde | 5,8  | 6,0  | 7,8  | 10,9 | 15,2 | 20,0 | 22,7 | 22,7 | 19,5 | 15,9 | 10,6 | 7,3  |
|                                            |      |      |      |      |      |      |      |      |      |      |      |      |
| Nederbörd                                  | 65,0 | 50,1 | 27,2 | 22,5 | 38,0 | 15,0 | 3,5  | 0,8  | 15,9 | 25,8 | 22,9 | 55,4 |

| Diagram | temperaturer i °C • månadsnederbörd i mm | temperaturer i °C • månadsnederbörd i mm | temperaturer i °C • månadsnederbörd i mm | temperaturer i °C • månadsnederbörd i mm | temperaturer i °C • månadsnederbörd i mm | temperaturer i °C • månadsnederbörd i mm | temperaturer i °C • månadsnederbörd i mm | temperaturer i °C • månadsnederbörd i mm | temperaturer i °C • månadsnederbörd i mm | temperaturer i °C • månadsnederbörd i mm | temperaturer i °C • månadsnederbörd i mm | temperaturer i °C • månadsnederbörd i mm |
|         | 65 16 6                                  | 50 16 6                                  | 27 20 8                                  | 23 24 11                                 | 38 30 15                                 | 15 34 20                                 | 4 38 23                                  | 1 38 23                                  | 16 34 20                                 | 26 29 16                                 | 23 11                                    | 55 18 7                                  |

## Ekonomi
Nicosia ligger på 23:e plats när det gäller inkomst bland huvudstäder. När det gäller levnadskostnader hamnar staden på 21:a plats med 85,7 % av levnadskostnaderna i den dyraste staden London.

## Transporter och kommunikation
Nicosia har överlag bra kommunikationer men saknar järnvägsförbindelser. Nicosia har ett bussnät som sköts av Nicosia Bus Company Ltd. Alla bussar utgår från Solomosterminalen i stadens centrum och täcker stadens alla områden. Bussar avgår varje 20 till 30 minut på vardagar och lite mer sällan på helgerna. Nicosia kommun kör även sina egna bussar, kända som de gula bussarna som täcker staden.
Det finns många taxiföretag i Nicosia. För att ta en taxi måste man ringa något av taxiföretagen. De flesta företags taxibilar står samlade vid Eleftheriatorget där det finns taxibilar 24 timmar om dygnet. Taxorna är reglerade i lag, och taxibilar måste vara försedda med taxameter.

### Vägar
Från Nicosia går det motorvägar till bland annat Limassol och Larnaca. Vägstandarden är mycket hög. På Cypern tillämpas vänstertrafik.

### Flygplatser
Nicosia har ingen egen internationell flygplats sedan den turkiska invasionen 1974, men Cyperns korta avstånd gör att Nicosia framförallt använder Larnacas flygplats. Huvudstaden betjänades tidigare av Nicosias internationella flygplats.
- Larnacas internationella flygplats, Larnacas flygplats är Cyperns största flygplats med över fem miljoner passagerare per år. Flygplatsen är en viktig charterflygplats.
- Pafos internationella flygplats, Pafos används nästan uteslutande av charterflyg.

### Hamn
Nicosia ligger inte vid kusten och saknar en egen hamn.
- Limassol tjänar som Nicosias och hela Cyperns största hamnstad.

## Sport
Fotboll är den populäraste sporten på Cypern. AC Omonia och APOEL FC, de två största lagen på ön, kommer båda från Nicosia. De två lagen dominerar den cypriotiska fotbollen; Omonia har rekordet i mästerskap och APOEL har rekordet i den cypriotiska ligan. Ett annat lag från Nicosia som förr var framgångsrikt är Olympiakos Nicosia, som vann Cyperns förstadivision i fotboll tre gånger under 1960- och 1970-talet. Alla dessa lag spelar på GSP Stadium, den största arenan på Cypern, med en kapacitet för 22 859 besökare. En annan stor arena i Nicosia är Makario Stadium med plats för 16 000 besökare. Ett annat lag från Nicosia i division ett är EN THOI Lakatamia. Omonia och APOEL har även egna basket- och volleybollsektioner. APOEL är ett av Cyperns mest framgångsrika lag även inom basket, tillsammans med ett annat lag från staden, Keravnos Strovolos. Det finns också ett flertal mindre kända klubbar än dessa inom dessa och andra sporter. Inom friidrott finns klubben Gymnastic Club Pancypria (GSP). Alla lag inom den cypriotiska inomhusdivisionen är även de från Nicosia.

## Kultur

### Museer
Det finns många museer i staden.
- Cypriotiska museet
- Lapidary Museum
- Dervish Pasha Mansion

### Musik
Kända musiker och kompositörer är Nicolas Economou, Alkinoos Ioannidis, Stavros Konstantinou, Okan Ersan och Acar Akalin.